# 317715 Guydetienne
317715 Guydetienne è un asteroide della fascia principale. Scoperto nel 2003, presenta un'orbita caratterizzata da un semiasse maggiore pari a 2,8832078 UA e da un'eccentricità di 0,1035114, inclinata di 9,29193° rispetto all'eclittica.
L'asteroide è dedicato all'astronomo amatoriale belga Guy Detienne.